# ويليام بيريرا (مهندس معماري)
ويليام بيريرا (بالإنجليزية: William Pereira)‏‏ (25 أبريل 1909 في شيكاغو - 13 نوفمبر 1985 في لوس أنجلس) مهندس معماري من الولايات المتحدة.

## الجوائز
- جائزة روما الأمريكية
- Academy Award for Best Special Effects [الإنجليزية]‏
- زمالة الجمعية الأمريكية للمعماريين

## روابط خارجية
- ويليام بيريرا على موقع IMDb (الإنجليزية)
- ويليام بيريرا على موقع قاعدة بيانات الفيلم (الإنجليزية)